# 2-cm-Gebirgs-Flak 38
Die 2-cm-Gebirgsflak 38 (kurz: 2-cm-Geb. Flak 38) war eine Flugabwehrkanone der Wehrmacht im Zweiten Weltkrieg.

## Geschichte
Die 2-cm-Flak 38 bewährte sich in den ersten Kriegsjahren und war aus dem Waffenarsenal der Wehrmacht nicht mehr wegzudenken. Allerdings war sie nicht in allen Bereichen und Gebieten, in denen die Wehrmacht operierte, einsetzbar. Für das unwegsame Gelände in den Bergen war das Geschütz mit Lafette zu schwer und zu sperrig. Aufgrund dessen entwickelte man eine neue Lafette, welche den Bedingungen im Gebirge und Anforderungen der Gebirgsjäger entsprechen sollten. Daraus entstand die 2-cm-Gebirgsflak 38, eine 2-cm-Flak 38 in Verbindung mit der 2-cm-Gebirgsflak 38 Lafette.

## Technische Daten
In Verbindung mit der Gebirgsflak-Lafette hatte die Geb. Flak 38 einen Höhenrichtbereich von −22° bis +90° und einen Seitenrichtbereich von 360°. Das Gewicht der Flak mit der neuen Lafette konnte auf rund 450 kg verringert werden. Dadurch war es möglich, die Geb. Flak 38 überall dort zu nutzen, wo die etwas größere und schwere Flak 38 nicht genutzt werden konnte. Ebenfalls war ein Verlasten auf Lastkraftwagen oder Eisenbahnwagen möglich. Ein Transport mit Pferden oder auch mit Kraftfahrzeugen war durch Ansteckräder möglich. Weiterhin konnte das Geschütz ohne Werkzeug in mehrere Einzelteile zerlegt und mit Tragtieren transportiert werden. Dabei wog das schwerste Einzelteil des Geschützes 38 kg.
Die Waffe wurde durch einen Fußabfeuerung ausgelöst und konnte, je nach Größe des Schützen, verstellt werden. Zum Schutz der Mannschaft gegen Erdziele hatte das Geschütz ein Schutzschild. Die 2-cm-Gebirgs-Flak 38 konnte 0,3 Kilogramm schwere Sprenggranaten oder 0,33 Kilogramm schwere Panzergranaten 4.800 Meter hoch schießen. Die Lebensdauer eines Rohres betrug ungefähr 10.000 bis 12.000 Schuss.

## Einsatz
Die ab 1942 nur in sehr geringer Zahl produzierte Flak kam bei Gebirgsjägerdivisionen und Fallschirmjägerdivisionen zum Einsatz. Für diesen Einsatzzweck konnte das komplette Geschütz am Rumpf einer Junkers Ju 52 hängend transportiert und mit einem Fallschirm abgeworfen werden.

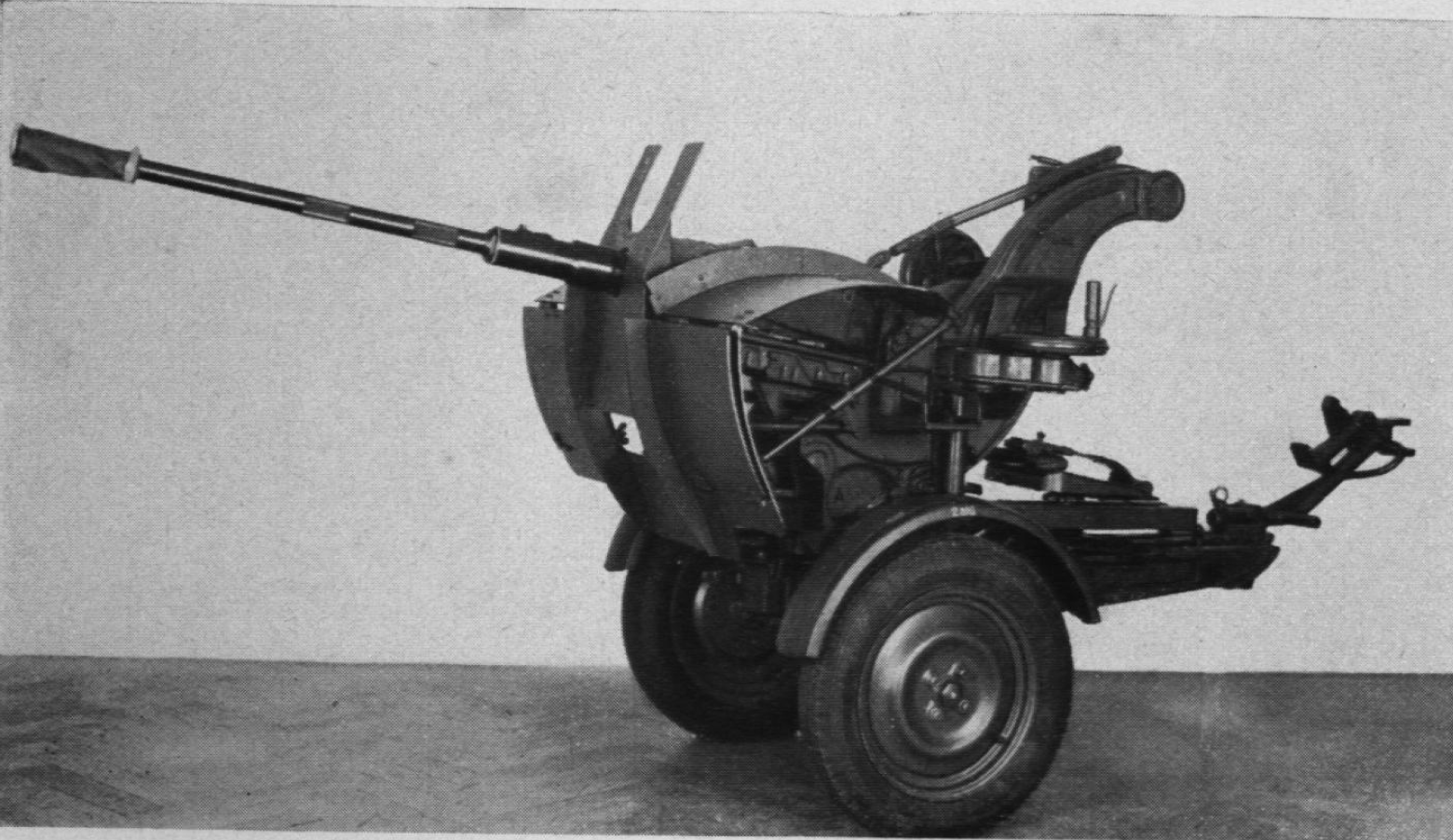
Gebirgsflak 38 für Kraftzug
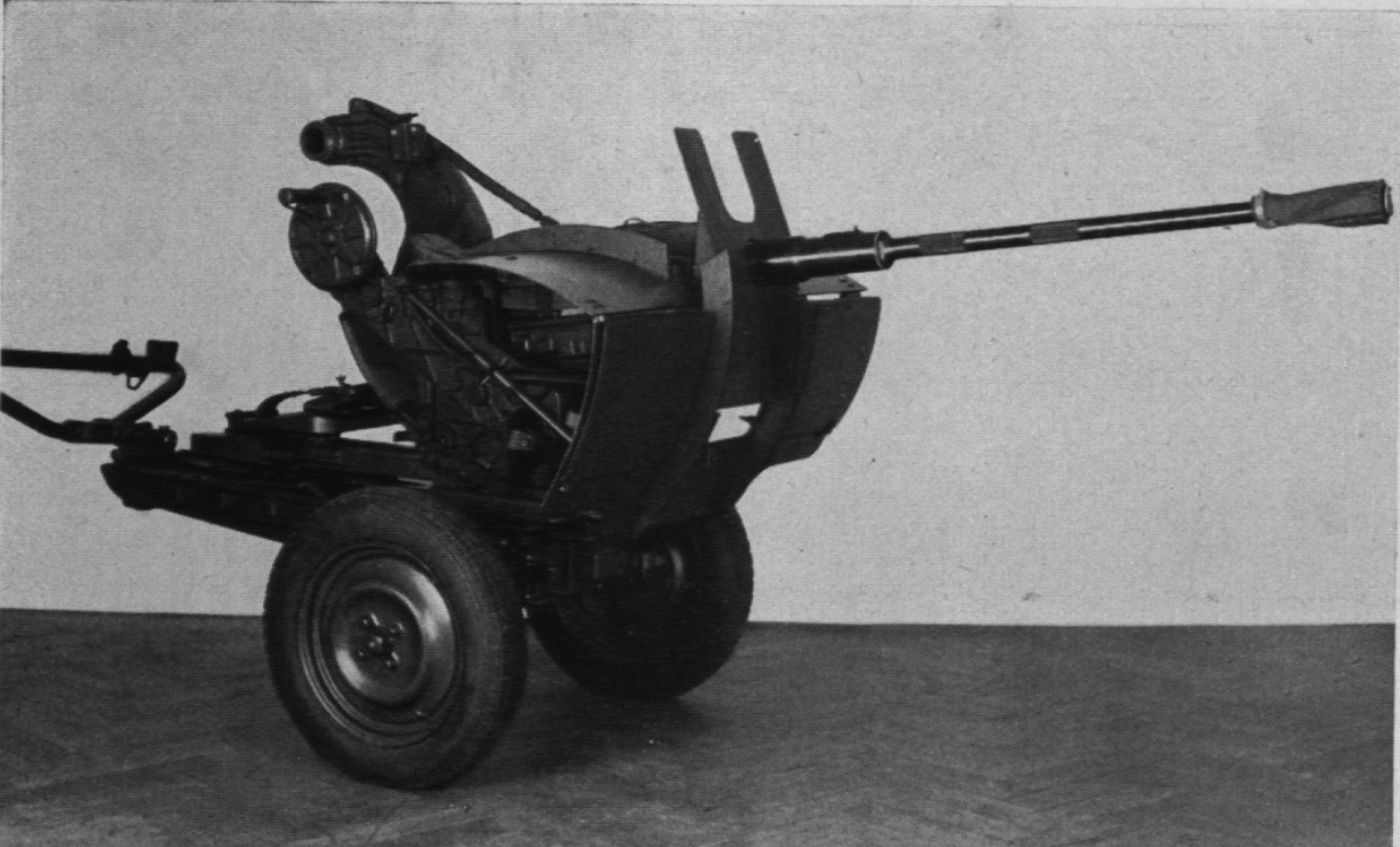
Gebirgsflak 38 für Pferdezug
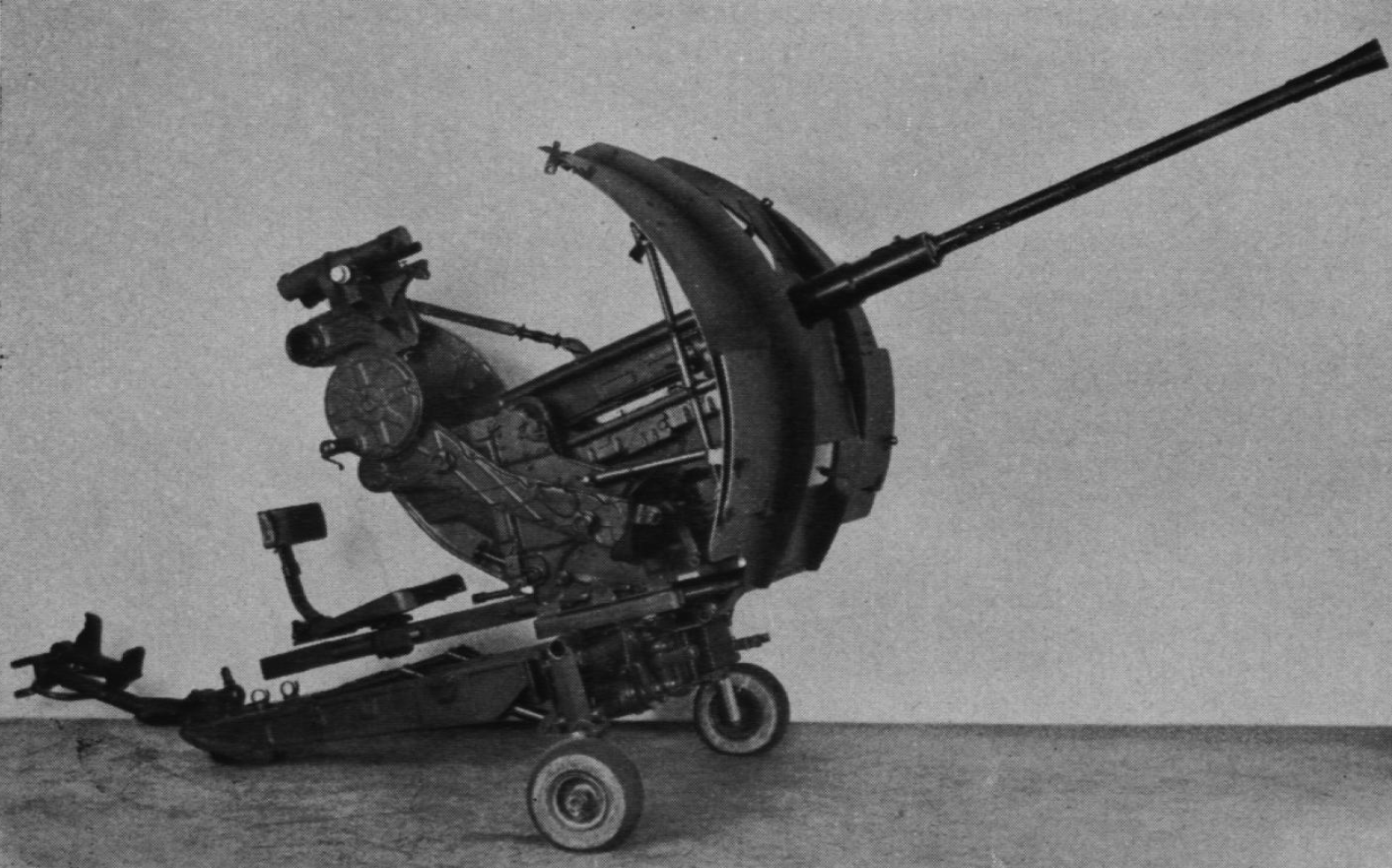
Gebirgsflak 38 mit Not-Fahrbarmachung
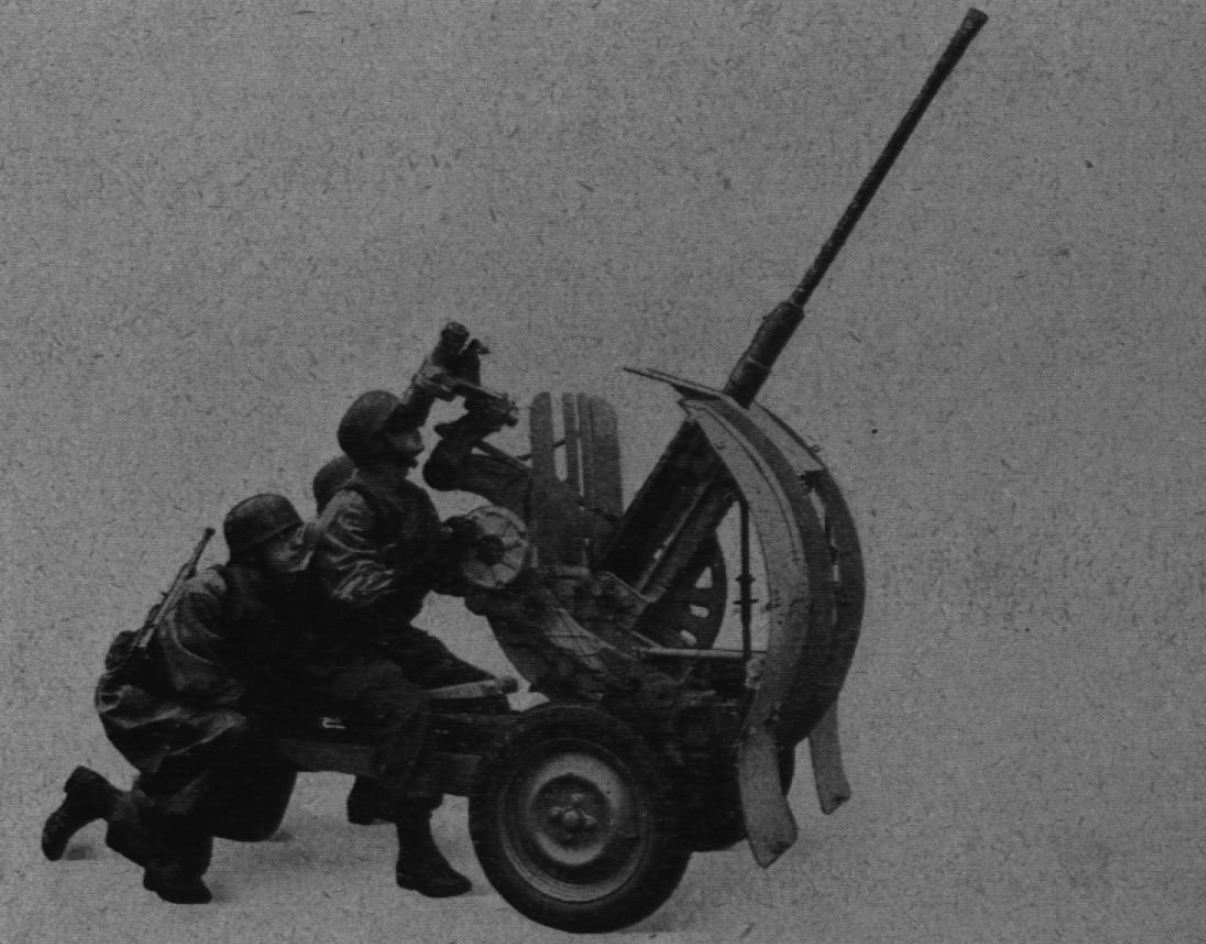
Gebirgsflak 38 in Gebrauchsfahrstellung
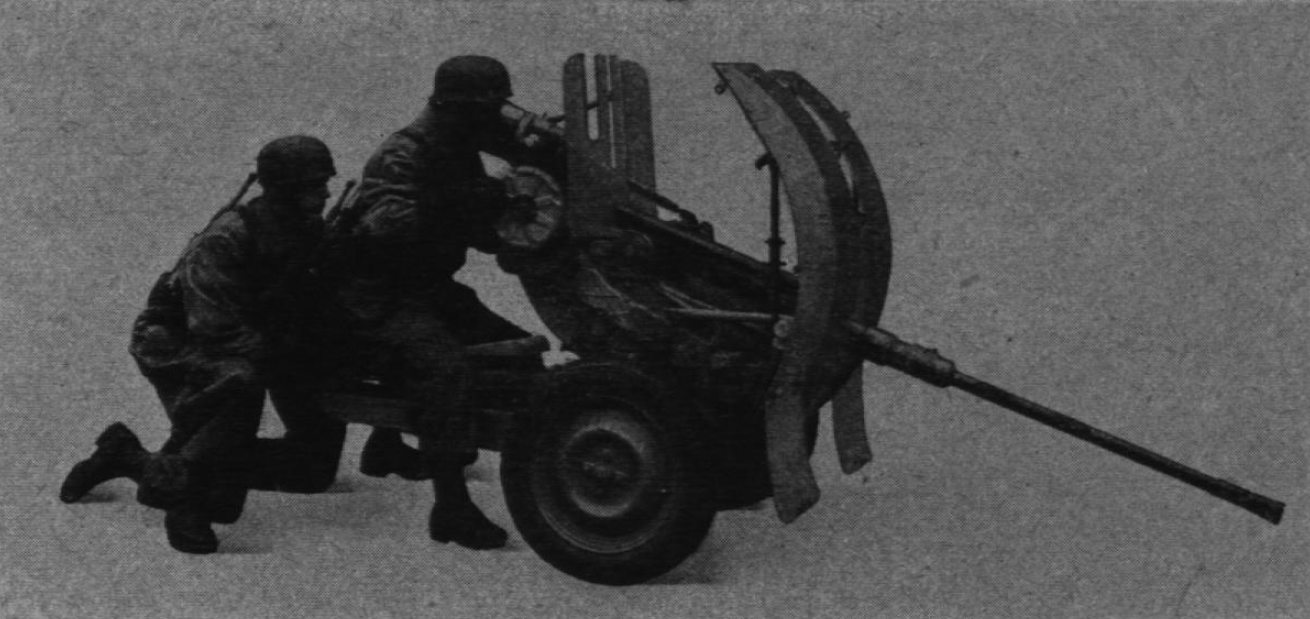
Gebirgsflak 38 in niedrigster Höhenrichtung